# Gilera 350 4C
De Gilera 350 4C is een wegrace-motorfiets die in 1956 en 1957 werd ingezet door het Italiaanse merk Gilera. 

## Voorgeschiedenis
Gilera had zich tot 1956 geconcentreerd op de 500cc klasse, waar de Gilera 500 4C praktisch onverslaanbaar was. In 1956 vond Giuseppe Gilera de tijd rijp om de aanval in andere klassen in te zetten. Zijn zoon Ferruccio bedacht het concept voor de 125 GP, die ontworpen werd door Franco Passoni en die in 1956 al werd ingezet door Romolo Ferri. Tot en met 1952 werd de 350cc klasse in het wereldkampioenschap wegrace beheerst door de Britse Velocette KTT, de AJS Boy Racer en de Norton Manx. In 1953, 1954 en 1955 had Moto Guzzi de wereldtitel gewonnen met de Monocilindrica 350 eencilinder. De Moto Guzzi was een opgewaardeerde 250 cc Moto Guzzi Gambalunghino. Daardoor was het een lichte motorfiets, nauwelijks zwaarder dan de 250 en net zo wendbaar. 

## Gilera 350 4C
Ook voor de 350 4C(ilindri) kwam het idee van Ferruccio Gilera en de uitwerking ervan van Franco Passoni. Gilera had echter geen 250 cc racer die vergroot kon worden. Daarom werd besloten de 500 cc viercilinder tot 350 cc te verkleinen. Dat had als nadeel dat het hele rijwielgedeelte van de 500 stamde en ook het daarmee gepaard gaande gewicht moest worden meegenomen. De 350 4C verscheen aan de start bij de laatste Grand Prix van 1956, de Grand Prix des Nations die in Monza verreden werd. Geoff Duke viel uit, maar zijn teamgenoot Libero Liberati won die wedstrijd prompt, vóór Dickie Dale met de Moto Guzzi en Roberto Colombo met een MV Agusta. De vreugde zal bij Gilera ongetwijfeld groot zijn geweest, want Duke, Liberati en Pierre Monneret bezetten ook alle podiumplaatsen in de 500 cc klasse en Romolo Ferri was met zijn 125 cc Gilera tweede geworden in de eindstand van het wereldkampioenschap. Maar toch had men zichzelf met het debuut in de slotrace geen dienst bewezen. Giulio Carcano, hoofdconstructeur bij Moto Guzzi, had eigenlijk zijn handen vol aan de doorontwikkeling van de onwillige Moto Guzzi Otto Cilindri, maar na deze waarschuwing ging hij ook extra aandacht besteden aan de Monocilindrica 350. Moto Guzzi kwam dan ook beslagen ten ijs in 1957. De openingsrace in Hockenheim werd in de stromende regen verreden en door de vele valpartijen kon Liberati als eerste over de streep gaan. Gilera coureur Bob McIntyre was ook gevallen. De tweede wedstrijd was de Junior TT op het eiland Man. Hier wist McIntyre te winnen met een verbeterde, lichtere uitvoering van de Gilera 350 4C. Keith Campbell (Moto Guzzi) werd tweede en Bob Brown wist met een nog niet verbeterde 350 4C derde te worden. Campbell won in Assen vóór McIntyre en in Francorchamps vóór Liberati. Bij de Ulster Grand Prix stelde hij zijn individuele wereldtitel veilig door opnieuw te winnen. De slotrace in Monza werd gewonnen door McIntyre, ondanks de nasleep van een val in de 500 cc race in Assen, waarvan hij nog steeds last had. Giuseppe Colnago werd tweede en Liberati werd derde ondanks het feit dat hij net als in de 500 cc race de snelste machine had gekregen. Gilera won in 1957 wel de constructeurstitel. In september 1957 maakten Gilera, Mondial, Moto Guzzi en MV Agusta bekend dat ze onmiddellijk zouden stoppen met alle race-activiteiten. Dat leek ook het einde voor de 350 4C te betekenen.

### Motor
De Gilera 350 4C had een boring van 46 mm en een slag van 52,6 mm. De cilinders helden 30° voorover. Er waren vier 25 mm Dell'Orto carburateurs aangebracht. De machine had vier uitlaatpijpen. Het carter was uit één stuk gegoten en aan de onderkant voorzien van een grote oliepan voor de wet-sumpsmering. De dubbele bovenliggende nokkenassen werden aangedreven door een tandwieltrein tussen de eerste en de tweede cilinder. De machine leverde 45 pk bij 11.000 tpm. 

### Aandrijving
De aandrijving verliep via een meervoudige natte platenkoppeling, een vierversnellingsbak en een ketting naar het achterwiel.  

### Rijwielgedeelte
De machine had een uit buizen opgetrokken dubbel wiegframe met een telescoopvork aan de voorkant en een swingarm met twee hydraulische schokdempers achter. In het voorwiel zat een volle naaf duplexrem. Tijdens het seizoen in dienst van Scuderia Duke werd met een dolfijnkuip gereden, maar in 1957 waarschijnlijk nog afwisselend met een tophalf en een druppelstroomlijn.

## Scuderia Duke
In 1960 was Geoff Duke ervan overtuigd dat de "oude" 500 cc Gilera uit 1957 zich nog steeds kon meten met de MV Agusta. MV had immers ook op zijn lauweren kunnen rusten want het was zonder behoorlijke concurrentie vrijwel ongenaakbaar geweest in 1958 en 1959. Duke drong er bij Giuseppe Gilera op aan een machine ter beschikking van Bob McIntyre te stellen, maar dat ging niet door. Eind 1962 stuurde de fabriek echter een machine naar Engeland voor tests door Derek Minter en John Hartle. Duke zorgde voor sponsoring door Castrol en Avon Rubber. Het team nam wel veel hooi op haar vork: zowel de Gilera 350 4C als de Gilera 500 4C werden ingezet. Daardoor moesten de technische mensen veel te veel werk verzetten om de machines op het juiste niveau te brengen. Toch verliep de eerste test op Monza naar tevredenheid, hoewel Minter een van de vier 500 cc machines afschreef toen hij viel door een gebroken voorvork. Minter won 500 cc wedstrijden in Silverstone, Brands Hatch en Oulton Park en in Imola werden Minter en Hartle eerste en tweede en versloegen ze de nieuwe ster van MV Agusta, Mike Hailwood. In mei racete Minter met een Norton op Brands Hatch. Hij crashte met Dave Downer op een 650 cc Dunstall Norton Domiracer. Downer overleed hierbij en Minter kwam in het ziekenhuis terecht. Hij werd bij "Scuderia Duke" vervangen door Phil Read. Die werd met de 350 cc Gilera derde in Hockenheim en Hartle werd tweede in de Junior TT. In de TT eindigde hij zijn race op drie cilinders nadat Read al was uitgevallen met een opgeblazen motor. Het team besloot zich op de 500 cc Gilera te concentreren en de 350 cc machines terug te sturen naar Italië. De geboekte resultaten waren met veel geluk tot stand gekomen en de 350 was te onbetrouwbaar gebleken. Gedurende de rest van het seizoen werden alle 500 cc motoren in de prak gereden. Omdat de fabriek zowel de 350 als de 500 in 1957 met pensioen had gestuurd, waren er geen onderdelen. De machines die nog in Arcore stonden, ook de 350's, moesten daarom gekannibaliseerd worden om aan onderdelen te komen. Dat is één reden dat er voor zover bekend geen enkele Gilera 350 4C meer te vinden is. Een andere reden kan zijn dat de resterende machines gestolen zijn tijdens de chaos die bij het bedrijf ontstond tussen 1964 en 1969. 

## Technische gegevens
| Periode              | 1956-1957                                            |          |          |
| Categorie            | fabrieksracer                                        |          |          |
| Motortype            | kopklepmotor met dubbele bovenliggende nokkenassen   |          |          |
| Bouwwijze            | langsgeplaatste viercilinderlijnmotor                |          |          |
| Boring               | 46 mm                                                | 46 mm    | 46 mm    |
| Slag                 | 52,6 mm                                              | 52,6 mm  | 52,6 mm  |
| Cilinderinhoud       | 349,7 cc                                             | 349,7 cc | 349,7 cc |
| Brandstofvoorziening | 4 × Dell'Orto 25 mm carburateur                      |          |          |
| Max. vermogen        | 45 pk bij 11.000 tpm                                 |          |          |
| Koppeling            | meervoudige natte platenkoppeling                    |          |          |
| Versnellingen        | 5 voetgeschakeld                                     |          |          |
| Eindaandrijving      | ketting                                              |          |          |
| Rijwielgedeelte      | dubbel wiegframe, buisframe                          |          |          |
| Voorvork             | telescoopvork                                        |          |          |
| Achterbrug           | Swingarm met twee hydraulische veer/demperelementen. |          |          |
| Gewicht              | onbekend                                             |          |          |